# Vincas Žilys
Vincas Žilys, litovski general, * 1896, † 1972.